# COTL1
COTL1‏ (Coactosin like F-actin binding protein 1) هوَ بروتين يُشَفر بواسطة جين COTL1 في الإنسان.